# Euonthophagus sulcicollis
Euonthophagus sulcicollis là một loài bọ cánh cứng trong họ Bọ hung (Scarabaeidae).